# جون دبليو. غاليفان
جون دبليو. غاليفان (بالإنجليزية: John W. Gallivan)‏ هو شخصية أعمال أمريكي، ولد في 28 يونيو 1915، وتوفي في 2 أكتوبر 2012.